# Handshake
Handshake – wymiana informacji między dwoma urządzeniami (na przykład modemami), która ma na celu ustalenie wspólnych parametrów transmisji danych, takich jak np. szybkość transmisji. Analogiczny proces wykorzystywany jest też w niektórych programowych protokołach komunikacyjnych (np. TCP) do rozpoczęcia sesji i ustalenia jej parametrów.

Handshake – nadzor nad transmisją danych pomiędzy dwoma urządzeniami, mający zapewnić / poprawić skuteczność wymiany poszczególnych bajtów.
Realizowany sprzętowo sygnały RTS/CTS oraz/lub DTR/DSR lub programowo (XON/XOF). 
Początkowo i głównie wykorzystywany w komunikacji modemowej.
Sprzętowo, w standardzie RS-232, wykorzystuje sygnały RTS/CTS ("nadawać chcę!!!, jak tam u Ciebie? gotowy? czyli nadajnik zgłasza aktywny sygnał Request,  jeśli odbiornik jest gotowy aktywuje sygnał CTS - Clear To Send: jestem gotów - (na)dawaj. Jeśli odbiornik stwierdzi, że np. potrzebuje czasu na obróbkę danych, przepełnia się bufor odbiorczy, system potrzebuje czasu na obsługę innych wątków - ustawia nieaktywny sygnał CTS. W tej sytuacji nadajnik winien zaprzestać transmisji nowych danych i poczekać na kolejną gotowość odbiornika.

Sygnały DTR/DSR - podobny sposób synchronizacji sprzętowej jak opisano powyżej, ale nieco "wolniejsze", ogólniejsze. Opis wymaga uzupełnienia.
DTR - Data Terminal Ready
DSR - Data Server Ready